# Ernst von Trotha
Ernst Otto von Trotha (* 24. Juni 1819 in Neu-Beesen; † 29. Januar 1903 in Schkopau) war ein preußischer Generalleutnant, Domherr zu Merseburg, Rechtsritter des Johanniterordens und Fideikommissherr auf Schloss Schkopau.

## Leben

### Herkunft
Ernst war der jüngste Sohn des preußischen Rittmeisters Otto von Trotha (1778–1862) und dessen Ehefrau Wilhelmine, geborene von Boden (1785–1873). Der spätere preußische Generalmajor Thilo von Trotha (1814–1888) war sein Bruder.

### Militärkarriere
Trotha besuchte das Gymnasium in Brandenburg an der Havel und das Pädagogium in Halle (Saale). Am 11. Januar 1837 trat er in das Garde-Jäger-Bataillon der Preußischen Armee in Potsdam ein und avancierte bis Mitte September 1838 zum Sekondeleutnant. Ende März 1841 wurde er dem 10. Husaren-Regiment aggregiert und drei Jahre später in den Verband einrangiert. Trotha stieg Mitte Juli 1853 zum Premierleutnant auf und war vom 14. Oktober 1854 bis zum 12. März 1859 als Eskadronführer beim 10. Landwehr-Husaren-Regiment in Aschersleben kommandiert. Als Rittmeister (seit dem 14. Juni 1856) folgte anschließend seine Ernennung zum Eskadronchef im 8. Husaren-Regiment. Während der Mobilmachung anlässlich des Sardinischen Krieges war er Führer der 2. Eskadron des mobilen 8. Landwehr-Husaren-Regiments. Am 12. Mai 1860 wurde Trotha in gleicher Eigenschaft zum 1. kombinierten Dragoner-Regiment kommandiert, aus dem sich mit der Etatisierung am 4. Juli 1860 das Rheinische Dragoner-Regiment (Nr. 5) formierte. Bis zum 27. September 1863 war er Chef der 2. Eskadron in Salzwedel und wurde anschließend in das 2. Schlesische Ulanen-Regiment Nr. 2 versetzt. Unter Beförderung zum Major schloss sich am 25. Juni 1864 eine Verwendung als Eskadronchef im Brandenburgischen Dragoner-Regiment Nr. 2 an.
Mitte Mai 1866 wurde Trotha etatmäßiger Stabsoffizier im 2. Brandenburgischen Ulanen-Regiment Nr. 11. In dieser Stellung nahm er im gleichen Jahr während des Krieges gegen Österreich an der Schlacht bei Königgrätz teil und wurde mit dem Roten Adlerorden IV. Klasse mit Schwertern ausgezeichnet. Ein Jahr nach dem Friedensschluss beauftragte man ihn unter Stellung à la suite mit der Führung des Oldenburgischen Dragoner-Regiments Nr. 19. Trotha wurde am 10. Dezember 1867 zum Regimentskommandeur ernannt und avancierte bis Ende Juli 1870 zum Oberst. Im folgenden Krieg gegen Frankreich führte er sein Regiment in den Schlachten bei Mars-la-Tour und Gravelotte, der Belagerung von Paris sowie den Gefechten bei Chérisey und Buchères. Für sein Verhalten erhielt Trotha neben beiden Klassen des Eisernen Kreuzes das Komturkreuz des Haus- und Verdienstordens des Herzogs Peter Friedrich Ludwig mit Schwertern.
Unter Stellung à la suite wurde er am 16. Oktober 1873 als Kommandeur der 9. Kavallerie-Brigade nach Glogau versetzt und am 27. Oktober 1874 zum Generalmajor befördert. Nachdem man Trotha am 8. Juni 1875 zu den Offizieren von der Armee versetzt hatte, wurde er am 28. Oktober 1875 unter Verleihung des Roten Adlerordens II. Klasse mit Eichenlaub und Schwertern am Ringe mit der gesetzlichen Pension zur Disposition gestellt. Am 16. Januar 1890 bewilligte man ihm mit seiner Pension den Abschied.
Anlässlich des 25. Jahrestages der Schlacht bei Mars-la-Tour verlieh ihm Kaiser Wilhelm II. am 16. August 1895 den Charakter als Generalleutnant und am 16. Juni 1899 würdigte ihn der oldenburgische Großherzog Peter II. mit dem Großkreuz seines Haus- und Verdienstordens.

### Familie
Trotha hatte sich am 26. August 1850 in Wolmirstedt mit Rosa von Helldorff (1826–1903) verheiratet. Aus der Ehe gingen folgende Kinder hervor:
- Thilo (1851–1853)
- Ernst Ulrich (1854–1946), Hofmarschall der Prinzessin Louise Sophie von Preußen, Generallandschaftsdirektor der Provinz Sachsen und Ehrenkommendator des Johanniterordens, Erbe von Schloss Schkopau[2]
- Dietrich (1857–1914), preußischer Generalmajor
- Klaus (*/† 1863)